# 김회선
김회선(金會瑄, 1955년 5월 3일~)은 대한민국 정치인, 법조인이다. 제19대 국회의원(서울 서초구 갑)을 지냈다. 종교는 천주교이며 세례명은 야고보이다.

## 학력
- 1974년 경기고등학교 졸업
- 1978년 서울대학교 법과대학 LL.B.
- 1989년 조지워싱턴대학교 대학원 법학 석사

## 경력
- 1978: 제20회 사법시험 합격
- 1980: 사법연수원 10기 수석졸업
- 1980: 서울지방검찰청 검사
- 1987: 서울지방검찰청 검사
- 1987: 법무부 검찰국 검찰제2과 검사
- 1989: 대검찰청 검찰연구관
- 1992: 창원지방검찰청 통영지청장
- 1995: 법무부 검찰국 검찰제4과장
- 1997: 법무부 검찰국 검찰제2과장
- 1999: 국회 법사위 수석전문위원,서울지방검찰정 형사제6부장검사
- 2002: 서울지방검찰청 제3차장검사
- 2002: 서울지방검찰청 제1차장검사
- 2003: 서울지방검찰청 동부지청장
- 2004: 서울서부지방검찰청 검사장
- 2004~2005: 법무부 기획관리실장
- 2005~2008: 김앤장 변호사
- 2008.03~2009.02: 국가정보원 제2차장
- 2009.09~2012.03: 김앤장 법률사무소 변호사
- 2012.05.30~2016.05.29: 19대 국회의원(서초 갑)
- 2012.07~2014.05: 제19대 국회 전반기 법제사법위원회 위원
- 2013.06: 새누리당 법률지원단장
- 2014.06~2016.05: 제19대 국회 후반기 교육문화체육관광위원회 위원
- 2016.02: 새누리당 제20대 총선 공직자후보추천관리위원회 위원
- 2016 ~: 김앤장 법률사무소 변호사
- 2023 ~: 일본 와세다대학교 특명교수

## 역대 선거 결과
| 실시년도 | 선거   | 대수 | 직책     | 선거구         | 정당     | 득표수    | 득표율          | 순위 | 당락 | 비고 |
| -------- | ------ | ---- | -------- | -------------- | -------- | --------- | --------------- | ---- | ---- | ---- |
| 2012년   | 총선   | 19대 | 국회의원 | 서울 서초구 갑 | 새누리당 | 57,335 표 | \| \| 59.10% \| | 1위  |      | 초선 |
|          | 59.10% |      |          |                |          |           |                 |      |      |      |